# Fugees
Fugees foi um grupo musical estadunidense, popular durante parte da década de 1990, cujo repertório se caracteriza pelo hip hop, com elementos da soul music e música caribenha (em especial, o reggae). Os membros da banda são: o líder/rapper/produtor Wyclef Jean, a rapper/cantora Lauryn Hill e o rapper Pras Michel. Michel e Jean têm ascendência haitiana, inspiração do nome no termo "refugiado" ("refugee" em inglês). Ela se desmanchou em 2009 por falta de união dos membros e patrocínios que levaram ao fim da banda.

## Discografia

### Álbuns
- Blunted on Reality (1994)
- The Score (1996)
- Refugee Camp (1996)
- Fugees - Greatest Hits (2003)

### Singles
- "Boof Baf" (1994)
- "Nappy Heads" (1994)
- "Vocab" (1994)
- "Fu-Gee-La" (1995)
- "Killing Me Softly" (1996)
- "Ready or Not" (1996)
- "No Woman, No Cry" (1996, com Stephen Marley)
- "Rumble in the Jungle" (1997)
- "Take It Easy" (2005)